# Les Riceys
Les Riceys sont une commune française, située dans le département de l'Aube en région Grand Est. Avec ses 866 ha de vignes, c'est la commune qui possède la plus importante superficie viticole de toute la Champagne.
Les Riceys sont la seule commune champenoise à détenir 3 AOC viticoles : pour le champagne, les coteaux champenois, et le rosé des Riceys que l'on connaissait à la table de Louis XIV,. Auparavant on fit goûter à Henri IV un vin venant des Riceys.

## Géographie
| Avirey-Lingey       | Balnot-sur-Laignes | Neuville-sur-Seine |
| Bagneux-la-Fosse    | Riceys             | Gyé-sur-Seine      |
| Bragelogne-Beauvoir | Molesme Côte-d'Or  | Mussy-sur-Seine    |

Commune du Sud du département de l'Aube (10) située en Barrois champenois viticole, Les Riceys sont composés de trois bourgs, étagés au fil de la Laigne : Ricey-Haut (au sud), Ricey Haute Rive (en position intermédiaire, mais proche de Ricey-Haut), et Ricey-Bas (au nord). C'est la commune la plus méridionale de l'appellation Champagne avec la plus grande superficie agricole (680 hectares)  

### Hydrographie
La commune est dans la région hydrographique « la Seine de sa source au confluent de l'Oise (exclu) » au sein du bassin Seine-Normandie. Elle est drainée par la Laignes, la Laignes, un bras de la Laignes, le Fossé 01 de la commune des Riceys, la Laignes et la Laignes,.
La Laignes, d'une longueur de 33 km, prend sa source dans la commune de Laignes et se jette  dans la Seine à Polisy, après avoir traversé dix communes.

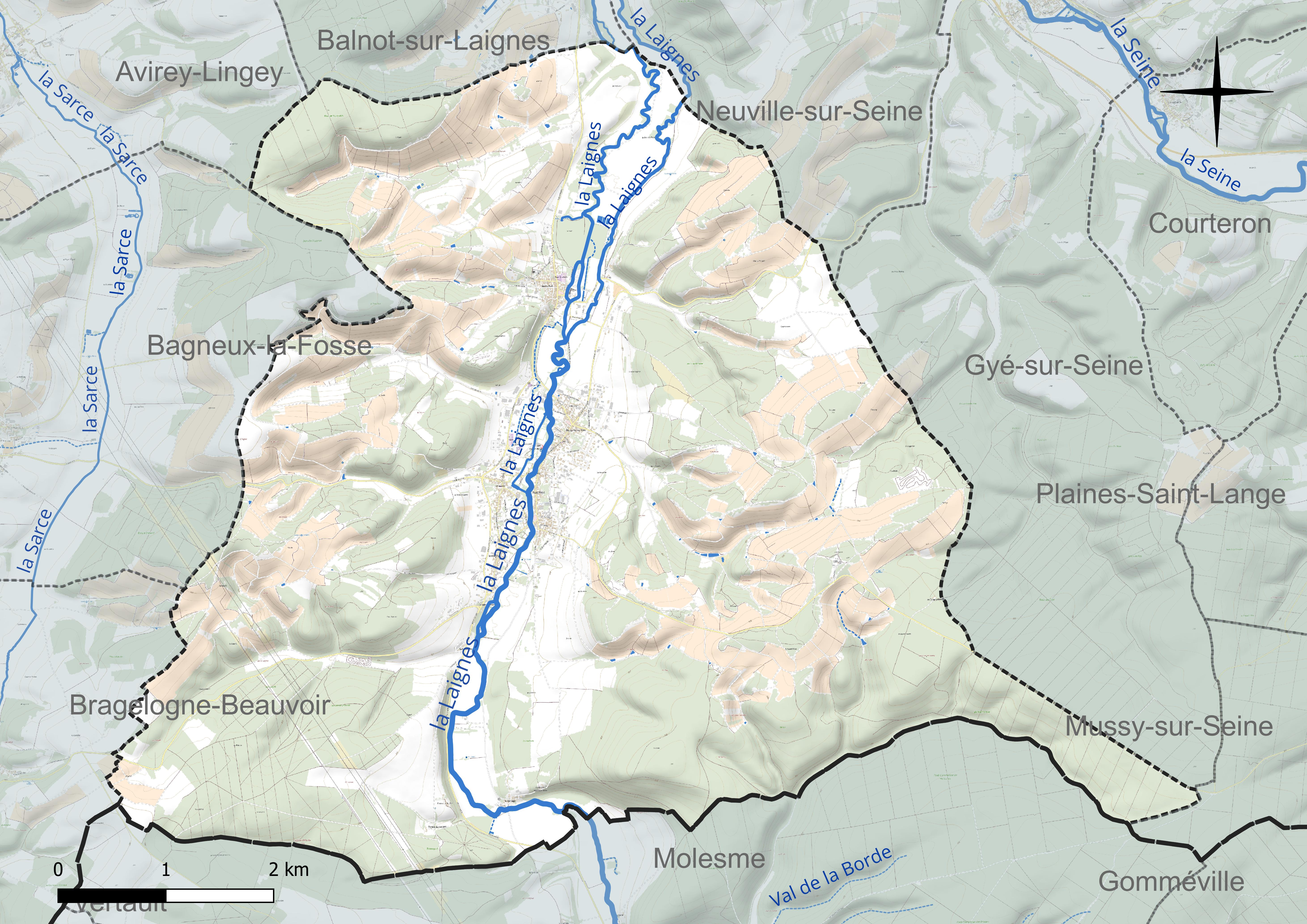
Réseau hydrographique des Riceys.

### Climat
Pour des articles plus généraux, voir Climat du Grand Est et Climat de l'Aube.
En 2010, le climat de la commune est de type climat océanique dégradé des plaines du Centre et du Nord, selon une étude du Centre national de la recherche scientifique s'appuyant sur une série de données couvrant la période 1971-2000. En 2020, Météo-France publie une typologie des climats de la France métropolitaine dans laquelle la commune est exposée à un climat océanique altéré et est dans la région climatique Lorraine, plateau de Langres, Morvan, caractérisée par un hiver rude (1,5 °C), des vents modérés et des brouillards fréquents en automne et hiver.
Pour la période 1971-2000, la température annuelle moyenne est de 10,4 °C, avec une amplitude thermique annuelle de 15,8 °C. Le cumul annuel moyen de précipitations est de 815 mm, avec 12,3 jours de précipitations en janvier et 8,3 jours en juillet. Pour la période 1991-2020, la température moyenne annuelle observée sur la station météorologique de Météo-France la plus proche, « Celles-sur-ource », sur la commune de Celles-sur-Ource à 10 km à vol d'oiseau, est de 11,4 °C et le cumul annuel moyen de précipitations est de 747,2 mm. 
La température maximale relevée sur cette station est de 40,6 °C, atteinte le 25 juillet 2019 ; la température minimale est de −15 °C, atteinte le 1er mars 2005,,.
Les paramètres climatiques de la commune ont été estimés pour le milieu du siècle (2041-2070) selon différents scénarios d'émission de gaz à effet de serre à partir des nouvelles projections climatiques de référence DRIAS-2020. Ils sont consultables sur un site dédié publié par Météo-France en novembre 2022.

## Urbanisme

### Typologie
Au 1er janvier 2024, Les Riceys sont catégorisés bourg rural, selon la nouvelle grille communale de densité à 7 niveaux définie par l'Insee en 2022.
Elle est située hors unité urbaine et hors attraction des villes,.

### Occupation des sols
L'occupation des sols de la commune, telle qu'elle ressort de la base de données européenne d’occupation biophysique des sols Corine Land Cover (CLC), est marquée par l'importance des forêts et milieux semi-naturels (47,8 % en 2018), une proportion sensiblement équivalente à celle de 1990 (47,7 %). La répartition détaillée en 2018 est la suivante : 
forêts (46,3 %), cultures permanentes (26,2 %), terres arables (17,4 %), zones urbanisées (4,7 %), zones agricoles hétérogènes (2,3 %), prairies (1,6 %), milieux à végétation arbustive et/ou herbacée (1,5 %). L'évolution de l’occupation des sols de la commune et de ses infrastructures peut être observée sur les différentes représentations cartographiques du territoire : la carte de Cassini (XVIIIe siècle), la carte d'état-major (1820-1866) et les cartes ou photos aériennes de l'IGN pour la période actuelle (1950 à aujourd'hui).

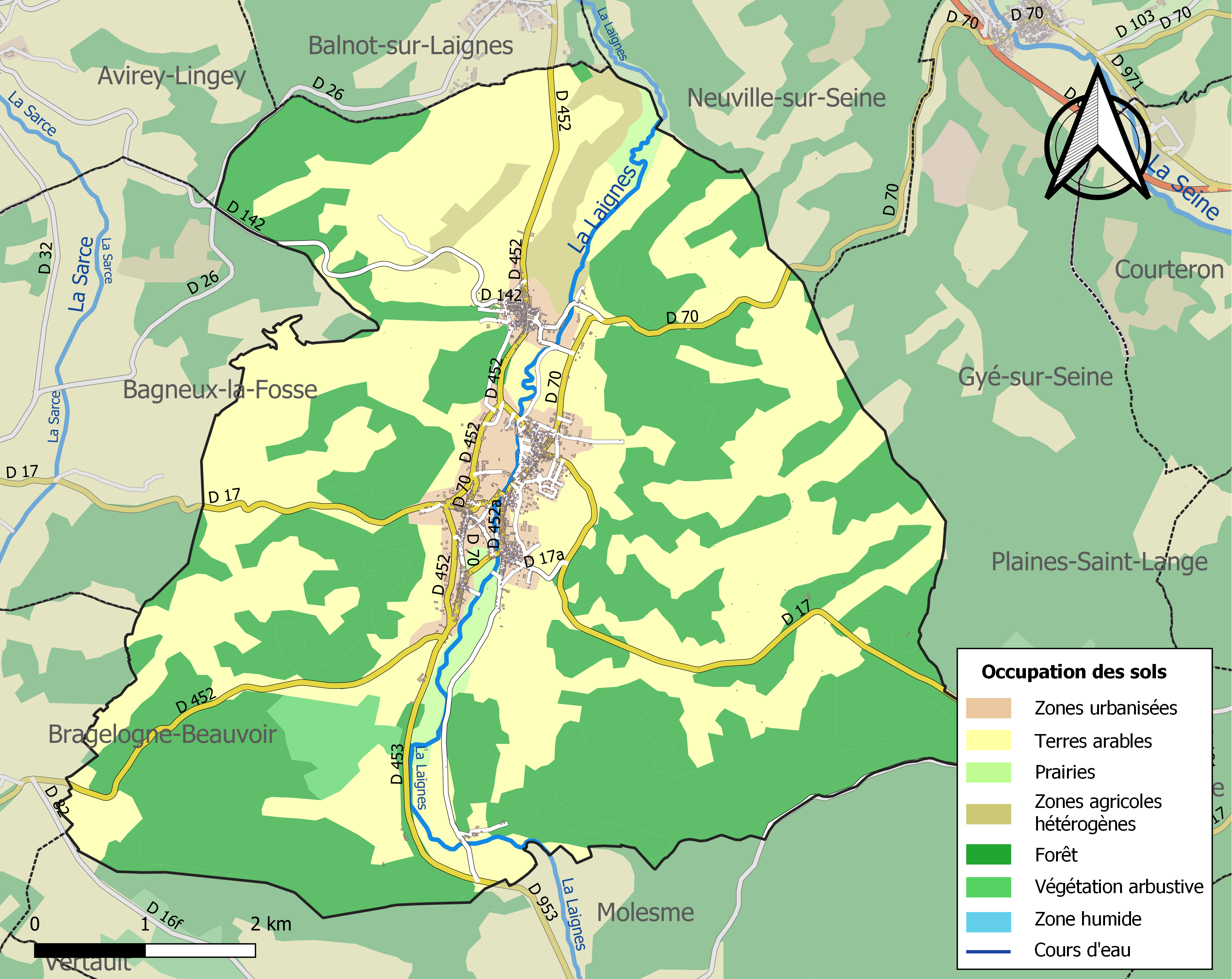
Carte des infrastructures et de l'occupation des sols de la commune en 2018 (CLC).

## Histoire et toponymie
Les Riceys, ont été formés en 1790 de la réunions des anciennes paroisses de Ricey-Haut, Ricey Haute Rive et Ricey-Bas.
Ricey-Bas
Ricey-Bas fut fondé à l'époque gallo-romaine sur la pertica de la Civitas des Lingons, Ricey-Haute-Rive et Ricey-Haut étant plus récents. Le nom de la localité est attesté sous la forme Riciaco à l'époque mérovingienne. Il s’agit d'un type toponymique gallo-roman, basé sur le nom d'homme latin (porté par un Gaulois) Riccius suivi du suffixe gaulois de propriété -*ako(n).
À l'époque carolingienne, Les Riceys relevaient du Pagus du Lassois en territoire bourguignon, ce qui a suscité une controverse quant à l'intégration de ce terroir dans l'appellation Champagne. Puis les Riceys sont liés aux comtes de Tonnerre.
Du XIe au XIVe siècle, plusieurs familles tiennent les Riceys, dont celle des seigneurs principaux, à Ricey-Bas (Saint-Pierre), qui portent le nom de « Ricey » (la grand-mère maternelle de St Bernard de Clairvaux, Humberge femme de Bernard de Montbard, serait de cette famille) ; dans l'île de Ricey-Bas, se trouvait aussi le prieuré de Notre-Dame du Faux, dépendant de l'abbaye St-Pierre-le-Vif.
Ricey-Haut
À Ricey-Haut (St-Vincent, fief tenu des évêques de Chalon-sur-Saône ; il y avait aussi le fief de l'île St-Louis possédé par l'abbaye de Molesme), on trouve les comtes de Nevers, Auxerre et Tonnerre (la branche des comtes de Nevers, se fond dans la famille ducale de Bourgogne en 1369 ; et en 1435, le duc Philippe acquiert les comtés d'Auxerre et de Bar-sur-Seine par le traité d'Arras) : ainsi, on trouve au XIIIe siècle Marguerite de Tonnerre reine de Sicile, ou Pierre de Courtenay ; et au XIVe siècle, Mahaut de Chalon-Auxerre, fille du comte Jean III, et son mari Jean II d'Antigny sire de Savigny et Sainte-Croix, mariés en 1364, sans postérité.
Au XVe siècle, le célèbre Nicolas Rolin (vers 1376-1462) chancelier de Bourgogne et fidèle du duc Philippe le Bon, fondateur des Hospices de Beaune avec sa femme Guigone de Salins, est seigneur de Ricey-Bas et de Bagneux-la-Fosse (par acquisition vers 1420 ? ; en 1403-1404, c'est Claudin de Hellevilliers qui est sire de Ba(i)gneux et qui lui donne une charte). Après Nicolas et Guigonne, on trouve leur fils Guillaume († 1488), père de François Rolin († 1521).
À la fin du XVe siècle, les Rolin perdent Ricey au profit de Marie de Chaumont d'Amboise, fille de Charles Ier, par une vente probablement. On peut remarquer que Marie est la nièce d'Anne d'Amboise, fille de Pierre et femme de Jacques Antoine de Chazeron de Châtelguyon (d'une famille spoliée par les Rolin, et qui retrouve ensuite ses biens : Martigny-le-Comte ; de même, les Rohan-Guéméné, eux, retrouveront Gyé confisqué un moment au profit du chancelier Rolin. Alors que la Guerre de Cent Ans s'est terminée par la victoire des rois Valois et la défaite puis la mort de leur ennemi le duc de Bourgogne, auquel les Rolin étaient indéfectiblement attachés, on assiste à une sorte de liquidation de leur puissance en Bourgogne et Champagne, d'autant que le sang des Rolin légitimes s'épuise et que cette famille va presque disparaître).
Depuis 1491, on trouve Marie d'Amboise († 1519) dame des Riceys et de Bagneux (fille de Charles Ier), et par elle ses deux maris : Robert IV comte de Roucy, puis Jean VI de Créquy († 1513) fils de Jean V. Par George Ier de Créqui, fils de Marie et Jean VI, les Créqui gardèrent Bagneux et la baronnie des Riceys jusqu'au XVIIe siècle : < père de George II de Créqui, époux d'Anne de Laval (fille de René II de Laval-Bois-Dauphin et sœur du maréchal Urbain ; grand-tante de Guy de Laval, seigneur de Villemaur et Saint-Liébault par son mariage avec Marie-Madeleine Séguier fille du chancelier Pierre, duc de Villemaur : voir ci-dessous) < Anne de Créquy (fils de George II de Créqui et d'Anne de Laval Bois-Dauphin), x Catherine Le Roy de La Grange < Urbain de Créquy († 1621/23), époux de Marie Vignier (fille de Jacques Vignier sire de Villemaur et Saint-Liébault avant Pierre Séguier : voir ci-dessous ; remariée à François de Clermont comte de Tonnerre).
Vers 1622-23, le père de Marie, Jacques Vignier (sire de Villemaur et de St-Liébault, † 1631 à Ricey), dans la liquidation des affaires de son gendre Urbain de Créquy décédé, se porte acquéreur des Riceys, d'où : < son fils Nicolas Vignier, frère de Marie < Louis Vignier, marquis des Riceys en 1659, avec Bagneux-la-Fosse et Beauvoir ; son frère Abel-Jean Vignier est marquis de Haute-Rive.
Deuxième moitié du XVIIe siècle : Alors que Villemaur et St-Liébault restent dans la postérité des Séguier (le maréchal d'Aloigny de Rochefort, puis La Rochefoucauld d'Estissac), les Vignier cèdent la seigneurie des Riceys à André Baron, puis à son parent Auguste-Robert de Pomereu (1627-1702) seigneur de Saint-Nom-la-Bretèche, baron des Riceys (fils de François de Pomereu sire de St-Nom et La Bretèche, et de Marie fille de Pierre Baron héritier d'André) < son fils Jean-Baptiste de Pomereu (1656-1732, marquis des Riceys en 1718) < Michel-Gervais-Robert (1685-1734) puis son frère Jean-André (1687-1753) < Armand-Michel de Pomereu (1734-84), d'où postérité.
Ricey Haute Rive

## Économie
Les Riceys possèdent 276 exploitants viticoles, 2 coopératives et plusieurs négociants[réf. souhaitée].

### Particularités de géographie viticole
La plupart des vins de Champagne proviennent du département de la Marne (sur terrains crétacés), de la vallée de la Marne (jusqu'à l'ouest de Château-Thierry), et sur une série de terroirs à cheval sur les terrains Tertiaires et Crétacés (Avize, Vertus, Sézanne...).
Les champagnes de l'Aube sont considérés comme excentrés et méridionaux, par rapport aux autres champagnes, et sont sur des terrains jurassiques. Ce sont donc des champagnes particuliers. Cette aire des champagnes de l'Aube regroupe d'autres communes voisines des Riceys, dont Bar-sur-Seine et Bar-sur-Aube qui relèvent de la  Côte des Bar.
Leur appellation « Champagne » date en fait des années 1920, à la suite d'une révolte de vignerons qui voulaient y être rattachés et ne plus être considérés comme Bourgogne. Il existe, en plus des champagnes, un rosé des Riceys, dont les qualités sont franchement bourguignonnes. Qui plus est, comme en Bourgogne, la petite propriété domine, à l'inverse des vignobles de Champagne plus septentrionaux. Il faut dire qu'on est presque sur l'espace décrit par Balzac dans Les Paysans, où l'on voit comment les intrigues de ces ruraux très revendicatifs aboutissent au morcellement de la propriété et à la formation d'un bocage.
Ce fait géographique, précisément, montre que cette zone est une aire curieuse pour le champagne : quand on suit la route de Montbard (21) vers Les Riceys, on voit progressivement le bocage bourguignon se relâcher, s'élargir. On le voit mourir à l'approche de la forêt de Laignes (21), mais il reparaît timidement aux Riceys.
Répartition des surfaces viticoles par cépage :
- Pinot noir : 716 ha
- Chardonnay : 26 ha
- Pinot Meunier : 7 ha

Les Riceys sont la seule commune à détenir les 3 AOC viticoles champenoises : pour le champagne, les coteaux champenois, et le rosé des Riceys.

## Politique et administration
| Période                                  | Période  | Identité           | Étiquette  | Qualité |
| ---------------------------------------- | -------- | ------------------ | ---------- | --- |
| mars 1989                                | 2020     | Jean-Claude Mathis | RPR-UMP-LR | Directeur de société Député (2002-2017) maire, conseiller général du canton des Riceys (1988-2014), conseiller régional, conseiller départemental du nouveau canton des Riceys (2015) |
| 2020                                     | En cours | Laurent Noirot     | SE         | Viticulteur |
| Les données manquantes sont à compléter. |          |                    |            | |

## Démographie
L'évolution du nombre d'habitants est connue à travers les recensements de la population effectués dans la commune depuis 1793. Pour les communes de moins de 10 000 habitants, une enquête de recensement portant sur toute la population est réalisée tous les cinq ans, les populations de référence des années intermédiaires étant quant à elles estimées par interpolation ou extrapolation. Pour la commune, le premier recensement exhaustif entrant dans le cadre du nouveau dispositif a été réalisé en 2004.

En 2022, la commune comptait 1 192 habitants, en évolution de −5,4 % par rapport à 2016 (Aube : +0,7 %, France hors Mayotte : +2,11 %).
| 1793  | 1800  | 1806  | 1821  | 1831  | 1836  | 1841  | 1846  | 1851  |
| ----- | ----- | ----- | ----- | ----- | ----- | ----- | ----- | ----- |
| 3 968 | 3 865 | 3 830 | 3 612 | 3 564 | 3 532 | 3 455 | 3 519 | 3 558 |

| 1856  | 1861  | 1866  | 1872  | 1876  | 1881  | 1886  | 1891  | 1896  |
| ----- | ----- | ----- | ----- | ----- | ----- | ----- | ----- | ----- |
| 3 208 | 3 225 | 3 188 | 2 957 | 2 810 | 2 725 | 2 691 | 2 505 | 2 408 |

| 1901  | 1906  | 1911  | 1921  | 1926  | 1931  | 1936  | 1946  | 1954  |
| ----- | ----- | ----- | ----- | ----- | ----- | ----- | ----- | ----- |
| 2 296 | 2 290 | 2 140 | 1 722 | 1 629 | 1 616 | 1 566 | 1 593 | 1 602 |

| 1962  | 1968  | 1975  | 1982  | 1990  | 1999  | 2004  | 2006  | 2009  |
| ----- | ----- | ----- | ----- | ----- | ----- | ----- | ----- | ----- |
| 1 565 | 1 567 | 1 525 | 1 505 | 1 421 | 1 376 | 1 395 | 1 367 | 1 344 |

| 2014  | 2019  | 2022  | - | - | - | - | - | - |
| ----- | ----- | ----- | - | - | - | - | - | - |
| 1 289 | 1 212 | 1 192 | - | - | - | - | - | - |

## Lieux et monuments
- Église Saint-Pierre-ès-Liens au finage de Ricey-Bas
- Église Saint-Jean-Baptiste (anciennement Saint-Gond) au finage de Ricey-Haute-Rive
- Église Saint-Vincent au finage de Ricey-Haut
- Château Saint-Louis sur l'île Saint-Louis (Ricey-Haute-Rive)
- Château de Ricey-Bas
- Chapelle Saint-Antoine de Ricey-Bas
- Chapelle Saint- Roch de Ricey-Bas
- Chapelle Sainte-Sabine de Ricey-Bas
- chapelle Saint-Clair de Ricey-Haut
- Chapelle Saint-Jacques de Ricey-Haute-Rive
- Chapelle Saint-Sébastien Le Magny.
- Château du Clos-Saint-Roch
- Pont de Ricey-Haut
- Halle de Ricey-Haut
- cadoles multiples (loges de pierres sèches)[33] :

## Personnalités liées à la commune
- Bénigme Boillot, facteur d'orgue dijonnais ayant séjourné à Ricey-Bas en 1791. C'est lui qui fit cette année-là, la mise en place de l'orgue provenant de l'abbaye Saint-Pierre de Montiéramey dans l'église Saint-Jean-Baptiste de Chaource
- Nicolas Bluget né à Ricey-le-Bas le 11 septembre 1731, mort aux Riceys (Ricey-Bas), le 9 novembre 1817, député du clergé du bailliage de Bar-sur-Seine en Bourgogne à l'ouverture des États Généraux de 1789, curé-doyen
- Nicolas Hugot, homme politique né le 15 octobre 1749 aux Riceys (Aube) et mort le 10 mai 1815 au même lieu.
- Thomas Bluget de Valdenuit 1763–1846, artiste-peintre et haut fonctionnaire, né et mort aux Riceys (Ricey-Bas).
- Pierre Félix Alexandre Gallimard-Carreau (1782-1859), homme politique né et décédé aux Riceys, député de l'Aube de 1831 à 1834, maire des Riceys de 1837 à 1848.
- André Edouard Carteron né aux Riceys (Ricey-Haut), Aube le 19 mars 1816, mort à Paris 5e, Seine, le 22 juillet 1863, préfet de l'Ain resté sans suite.
- Jacques Parisot (1747-1816), avocat et homme politique né aux Riceys, député de la Haute-Marne au conseil des Cinq-Cents.
- Jean Nicolas Jacques Parisot né à Ricey-Haute-Rive le 5 janvier 1757, mort aux Riceys (Ricey-Haute-Rive), Aube, le 21 décembre 1838, député du tiers état au bailliage de Bar-sur-Seine en Bourgogne à l'ouverture des États Généraux de 1789, avocat, neveu maternel de Mathieu François Pidansat de Mairobert, (1737-1779), écrivain.
- Edme Quenedey né le 17 décembre 1756 à Ricey-le-Haut, mort à Paris le 15 février 1830, portraitiste au physionotrace.
- Pierre-Prudent de Vandeuvre-Bazile[34], (1776 - 1829) procureur royal à Dijon, à Rouen, puis premier président de la Cour royale de Lyon, député de l'Aube élu en 1820 puis en 1824 contre Guillaume Pavée de Vendeuvre qui le battit en 1827.
- Le journaliste et chroniqueur de télévision Jean-Michel Maire rend régulièrement visite à sa sœur qui a élu domicile à Ricey-le-Haut.
- Pierre Petit d'Hauterive (mort en 1812), magistrat et juriste français.
- Nicolas Marcel (1786-1846), vigneron et fils de vigneron, qui devint capitaine de voltigeurs du 69e Ligne dans la guerre en Espagne.
- Pierre Eugène Maison (1814-1879), peintre, né aux Riceys.
- Gustave Nicolas Pinel, peintre, né en 1842 dans cette ville.

## Héraldique
| Blason de Riceys (Les) | Blason  | D'azur semé de fleurs de lys d'or, sur le tout d'or au chef de gueules et à la bande componée d'argent et de sable de six pièces brochant. |
| Blason de Riceys (Les) | Détails | Le statut officiel du blason reste à déterminer.                                                                                           |

## Évènements
- Route touristique du Champagne en fête (1995, 1996, 1999, 2008, 2015).
- 24H Moto Rétro des Riceys (chaque année).
- Randonnée des cadoles (1er mai).
- Printemps gourmand (avril)[35].